# تييري جوردن
تييري جوردن (بالفرنسية: Thierry Jordan) هو كاهن كاثوليكي فرنسي، ولد في 31 أغسطس 1943 في شانغهاي في الصين.